# Aéroport international de Sanaa
El Rahaba (code IATA : SAH • code OACI : OYSN) est l'aéroport de Sanaa, capitale du Yémen. Il se situe au nord de Sanaa. L'aéroport est situé à haute altitude (2 199 m).

## Historique
Dans la nuit du 25 au 26 mars 2015, il est bombardé par la force aérienne royale saoudienne dans le cadre d'une opération contre les milices houthis qui en ont pris le contrôle lors de la guerre civile yéménite. Il sera ensuite frappé de nouveau plusieurs fois par l'Arabie saoudite.
En réaction à des tirs de missiles des Houthis en Israël, l'aéroport est bombardé le 26 décembre 2024 par l'aviation israélienne, la tour de contrôle, entre autres, est détruite.
Il est mit hors service le 6 mai 2025 par de nouveaux raids de l'aviation israélienne faisant, selon son directeur, 500 millions de dollars de dégâts. Trois personnes sont tués. Trois des sept avions de ligne appartenant à la compagnie nationale Yemenia saisi par les Houtis en 2024, deux Airbus A320 et un Airbus A330, un Iliouchine Il-76 anciennement de la force aérienne yéménite et un Bombardier CRJ200 de Felix Airways (en) sont détruits. Il reprend ses activités le 17 mai 2025. Il se fait bombardé de nouveau le 28 mai 2018, entrainant la destruction du dernier A320 de Yemenia saisi.

## Situation
| Ta'izz Socotra Say'un Sana'a Al Ghaydah Aden Ta'izz |

## Compagnies et destinations
Il n'y a aucune liaison commerciale en 2018. Le 16 mai 2022, un premier vol civil a lieu après six ans de guerre.